# Psilocybe fuliginosa
 Psilocybe fuliginosa es una especie de hongo de la familia Hymenogastraceae, del orden Agaricales.

## Clasificación y descripción de la especie
Posee un píleo de 20 mm de diámetro aproximadamente, convexo y subumbonado, estriado, higrófano, de color café-grisáceo a café-amarillento (seco café- cenizo obscuro). Estípite de 90 x 2 mm, uniforme, ensanchando hacia la base, de color café- rojizo, claro en el ápice (seco es color café-negruzco), cubierto las tres cuartas partes inferiores con pequeñas escamas blanquecinas. Contexto blanquecino, ligeramente cerulescente. Microscópicamente tiene: Esporas de (6.5-) 7.5-8 (- 9.5) x 5-5.5 (-6) x (4-) 4.5-5 (-5.5) µm, subromboides en vista frontal, subelipsoides lateralmente, de pared gruesa, de 0.5 µm o más, café-amarillento- grisáceo, con un ancho poro germinal y un apéndice hilar corto. Basidios de 17-23 (-28) x 6-7 (-8) µm, bi- o tetraspóricos, hialinos, ventrico
sos. Pleurocistidios de 14-20 x 4-6.5 µm, escasos, hialinos, sublageniformes, con la base globosa o subcilíndrica. Queilocistidios de (13-) 18-30 x (3.5-) 5-6 (-8) µm, abundantes, hialinos, sublageniformes, con la base alargada, subcilíndrica y aguda, y el cuello generalmente largo, frecuentemente ramificado en forma irregular. Subhimenio y contexto subcelular. Pileipelis poco desarrollado, con hifas postradas. Subpellis subcelular.
Según Guzmán y colaboradores esta especie pertenece a la sección Cordisporae, por lo que se adscribe a los hongos alucinógenos.

## Distribución de la especie
Se ha encontrado en Jamaica  y México, en el estado de Veracruz.

## Ambiente terrestre
Se desarrolla en bosque mesófilo.

## Estado de conservación
Se conoce muy poco de la biología y hábitos de los hongos, por eso la mayoría de ellos no se han evaluado para conocer su estatus de riesgo (Norma Oficial Mexicana 059).